# Ферв'ю (округ Мекленбург, Вірджинія)
Ферв'ю (англ. Fairview) — переписна місцевість (CDP) в США, в окрузі Мекленбург штату Вірджинія. Населення — 237 осіб (2020).

## Географія
Фейрв'ю розташований за координатами 36°49′45″ пн. ш. 78°27′55″ зх. д. / 36.82917° пн. ш. 78.46528° зх. д. (36.829244, -78.465344).  За даними Бюро перепису населення США в 2010 році переписна місцевість мала площу 2,76 км², уся площа — суходіл.

## Демографія
Згідно з переписом 2010 року, у переписній місцевості мешкало 240 осіб у 52 домогосподарствах у складі 39 родин. Густота населення становила 87 осіб/км².  Було 69 помешкань (25/км²).
Расовий склад населення:
| - 56,7 % — чорних або афроамериканців - 41,7 % — білих - 1,7 % — азіатів |

До двох чи більше рас належало 0,0 %. Частка іспаномовних становила 1,3 % від усіх жителів.
За віковим діапазоном населення розподілялося таким чином: 8,7 % — особи молодші 18 років, 36,7 % — особи у віці 18—64 років, 54,6 % — особи у віці 65 років та старші. Медіана віку мешканця становила 69,0 року. На 100 осіб жіночої статі у переписній місцевості припадало 86,0 чоловіків;  на 100 жінок у віці від 18 років та старших — 88,8 чоловіків також старших 18 років.
Цивільне працевлаштоване населення становило 13 особи. Основні галузі зайнятості: оптова торгівля — 100,0 %.